# Saison 3 de Starsky et Hutch
Chronologie
Saison 2 Saison 4
Cette page présente la liste des épisodes de la troisième saison (1977-1978) de la série télévisée américaine Starsky et Hutch (Starsky & Hutch), avec des résumés des épisodes.

## Épisode 1:Créatures de rêve:1repartie
- États-Unis : 17 septembre 1977 sur ABC
- France : 11 avril 1982 sur TF1

- Joan Collins (Janice)
- Samantha Eggar (Charlotte)
- Craig Stevens (Walter Healy)
- Roscoe Lee Browne (Inspecteur Quatraine)

## Épisode 2:Créatures de rêve:2epartie
- États-Unis : 17 septembre 1977 sur ABC
- France : 18 avril 1982 sur TF1

- Don Pedro Colley [Papa Theodore)
- Lane Allan (William Thorne)
- Paul Picerni (Johnny Doors)

## Épisode 3:Quel charme!
- États-Unis : 24 septembre 1977 sur ABC
- France : 12 février 1984 sur TF1

- Janice Heiden (Kathy Marshall)
- Karen Valentine (Diana Harmon)
- Michael Stipanich (Benny)

## Épisode 4:Le Grand Amour
- États-Unis : 1er octobre 1977 sur ABC
- France : 5 juillet 1980 sur TF1

- Tracy Brooks Swope (Rosey Malone)
- John P. Ryan (Frank Malone)
- James Keach (Ed Chambers)
- Paul Jenkins (Bill Goodson)
- John Dullaghan (Ray Shelby)

## Épisode 5:Enquêtes en tous genres
- États-Unis : 8 octobre 1977 sur ABC
- France : 15 octobre 1983 sur TF1

- Suzanne Somers (Jane Hutton)
- Fran Ryan (Infirmière Bycroft)
- Leon Charles (Docteur Matwick)
- Vincent Schiavelli (Wiz)
- H.B. Haggerty (Bo)
- John Michael Kiedis (Charlie Deek)

## Épisode 6:Les Jours se ressemblent
- États-Unis : 15 octobre 1977 sur ABC
- France : 7 janvier 1984 sur TF1

- Don Gordon (Alex Corday)
- Gregory Rozakis (Nick Hunter)
- Art Fleming (John Blaine)
- Dick Davalos (Orrin Lawford)

## Épisode 7:Un Gros Chagrin
- États-Unis : 22 octobre 1977 sur ABC
- France : 2 décembre 1984 sur TF1

- Dee Wallace (Carol Wade)
- Linda Dano (Janet Mayer)
- Meeno Peluce (Guy Mayer)
- Michael Lane (Eddie Mayer)
- Rosalind Cash (Sergent Sheila Peterson)
- Tara Tyson (Gwen Larson)

## Épisode 8:Les Héros
- États-Unis : 29 octobre 1977 sur ABC
- France : 22 octobre 1983 sur TF1

- Karen Carlson (Christine Phelps)
- Jerrold Zimmann (Paul Rizzo)
- Madison Arnold (Karl Rogan)
- Lee McLaughlin (Al O'Riley)

## Épisode 9:L'Épidémie:1repartie
- États-Unis : 19 novembre 1977 sur ABC
- France : 9 août 1980 sur TF1

- Janet Margolin (Judith Kaufman)
- Alex Rocco (Thomas Callendar)
- Frank Marth (Docteur Meredyth)
- Walter Matthews (Lieutenant Jack Donner)

## Épisode 10:L'Épidémie:2epartie
- États-Unis : 19 novembre 1977 sur ABC
- France : 16 août 1980 sur TF1

- Patrick Laborteaux (Ritchie)
- Paul Kent (Lieutenant Anderson)
- Al Ruscio (Roger)
- Jean Allison (Helen Yeager)

## Épisode 11:Collection
- États-Unis : 3 décembre 1977 sur ABC
- France : 29 octobre 1983 sur TF1

- Robert Viharo (Jack Cunningham)
- Toni Kalem (Molly Bristol)
- Danny DeVito (Johnny La Pomme)
- Susan Tyrell (Annie Oates)

## Épisode 12:Les rues sont à tout le monde
- États-Unis : 10 décembre 1977 sur ABC
- France : 21 octobre 1984 sur TF1

- J.Jay Saunders (Jackson Walters)
- W.K.Stratton (Officier Raymond Andrews)
- Chuck Hicks (Officier Clayborne)
- Sheila Frazier (Sammie Mason)
- Dorothy Meyer (Madame Walters)
- Helen Martin (Vivian Fellers)

## Épisode 13:La Folie du jeu
- États-Unis : 7 janvier 1978 sur ABC
- France : 23 août 1980 sur TF1

- Melanie Griffith (Julie)
- John Carradine (Le Professeur)
- James B. Sikking (Ted McDermott)
- Marc Alaimo (Daimler)
- Richard Venture (Clay Hilliard)

## Épisode 14:Le Poids lourd
- États-Unis : 14 janvier 1978 sur ABC
- France : 2 août 1980 sur TF1

- Gary Lockwood (Spenser James)
- Bernard Behrens (Gavin Haley)
- Ji Tu Cumbuka (Booker Wayne)
- Laurel Adams (Lilian Spenser)

## Épisode 15:Garde d'un corps
- États-Unis : 25 janvier 1978 sur ABC
- France : 6 novembre 1983 sur TF1

- Monique Van De Ven (Anna Akhanatova)
- Michael Margotta (Miller)
- Signe Hasso (Masha Barovnika)
- Allan Miller (Morty Kaufman)
- John O'Leary (Steinmetz)

## Épisode 16:Le Piège
- États-Unis : 1er février 1978 sur ABC
- France : 26 février 1984 sur TF1

- Kristy McNichol (Joey Carston)
- Bill McKinney (John Bagley)
- Anthony Ponzini (Trayman)
- Anthony Geary (Delano)
- Pat Morita (Employé)

## Épisode 17:Sorcellerie
- États-Unis : 8 février 1978 sur ABC
- France : 12 novembre 1983 sur TF1

- Joseph Ruskin (Rodell)
- Charles Napier (Shériff Joe Tyce)
- Taylor Lacher (Hank Ward)
- Patricia Wilson (Rachel Tyce)

## Épisode 18:Le Professeur
- États-Unis : 15 février 1978 sur ABC
- France : 19 juillet 1980 sur TF1

- Peter MacLean (Professeur Joshua Gage)
- Michele Carey (Catlin)
- Rebecca Balding (Mickie Marra)
- Gloria Torres (Rachel)
- Susan Heldfond (Melanie)
- Carl Anderson (Ralph)

## Épisode 19:La Cible
- États-Unis : 22 février 1978 sur ABC
- France : 12 juillet 1980 sur TF1

- Veronica Hamel (Vanessa)
- Bill Duke (Officier Dryden)
- Severn Darden (Wheeler)
- Alex Courtney (Officier Simonetti)
- Floyd Levine (Boyle)
- Dan Vadis (Cardwell)

## Épisode 20:Un visage d'ange
- États-Unis : 1er mars 1978 sur ABC
- France : 26 juillet 1980 sur TF1

- Priscilla Barnes (Lisa Kendrick)
- Morgan Woodward (Clay Zachary)
- Mark Gordon (Johnny Carelli)
- John J. Fox (Grover)

## Épisode 21:Ah! La belle équipe!
- États-Unis : 3 mai 1978 sur ABC
- France : 19 février 1984 sur TF1

- Ralph Nelson (Docteur Greene)
- Kathleen King (Marsha Henry)
- Melissa Steinberg (Bonnie Ackerman)
- Zachary Lewis (Henderson)

## Épisode 22:Quadrature
- États-Unis : 10 mai 1978 sur ABC
- France : 4 mars 1984 sur TF1

- Richard Lynch (Lionel Fitzgerald)
- John McLiam (Gramps)
- Lynne Marta (Kathryn McBride)
- Philip Michael Thomas (Kingston St Jacques)

## Épisode 23:La Corvée
- États-Unis : 17 mai 1978 sur ABC
- France : 11 mars 1984 sur TF1

- Michael Baseleon (Hector Salidas)
- Kathryn Harrold (Laura Kanen)
- Susan French (Hannah Kanen)
- Carole Mallory (Madeleine)